# 臆羚属
臆羚属（学名：Rupicapra），是牛科羊亚科的一属，包括臆羚和比利牛斯臆羚两种。